# Badminton bei der Makkabiade 2017
Bei der Makkabiade 2017 wurden fünf Badmintonwettbewerbe ausgetragen. Sie fanden vom 9. bis zum 11. Juli 2017 in Zichron Jaʿakov statt.

## Sieger und Platzierte Erwachsene
| Disziplin    | Gold                               | Silber                            | Bronze                          |
| ------------ | ---------------------------------- | --------------------------------- | ------------------------------- |
| Herreneinzel | Daniel Chislov                     | Yontan Levit                      | Ariel Shainski                  |
| Herreneinzel | Daniel Chislov                     | Yontan Levit                      | Shai Geffen                     |
| Dameneinzel  | Ksenia Polikarpova                 | Dana Kugel                        | Sophie Deutsch                  |
| Dameneinzel  | Ksenia Polikarpova                 | Dana Kugel                        | Yana Molodezki                  |
| Herrendoppel | Ariel Shainski Shai Geffen         | Yontan Levit Daniel Chislov       | Lior Kroitor Alexander Bass     |
| Herrendoppel | Ariel Shainski Shai Geffen         | Yontan Levit Daniel Chislov       | Shoni Shwartzman Ilia Konyak    |
| Damendoppel  | Dana Kugel Yana Molodezki          | Tatiana Altokhov Yuliya Shramkova | Sophie Deutsch Jelena Shlosberg |
| Mixed        | Misha Zilberman Ksenia Polikarpova | Alexander Bass Dana Kugel         | Oleg Khotorner Tatiana Altokhov |
| Mixed        | Misha Zilberman Ksenia Polikarpova | Alexander Bass Dana Kugel         | Boris Kaprov Yuliya Shramkova   |